# 사쿠라촌 (후쿠시마현)
사쿠라촌(佐倉村)은 후쿠시마현 시노부군에 있던 촌이다. 현재의 후쿠시마시 중심부의 서쪽, 아라카와 중류 연안에 해당한다. 

## 역사
- 1889년 4월 1일 - 정촌제 시행에 의해 미나미사와라촌, 가미나에나쿠라촌, 시모촌의 구역을 가지고 성립하였다.
- 1956년 9월 30일 - 후쿠시마시에 편입해, 동일 사쿠라촌은 폐지되었다.

## 교통

### 도로
- 쓰치유 가도(현:국도 115호선)

현재는 구 촌역은 도호쿠 자동차도가 통과하지만 당시엔 미개통이였다.

## 참고문헌
- 角川日本地名大辞典 7 福島県